# Dolichotis salinicola
Dolichotis salinicola là một loài động vật có vú trong họ Caviidae, bộ Gặm nhấm. Loài này được Burmeister mô tả năm 1875.

## Hình ảnh

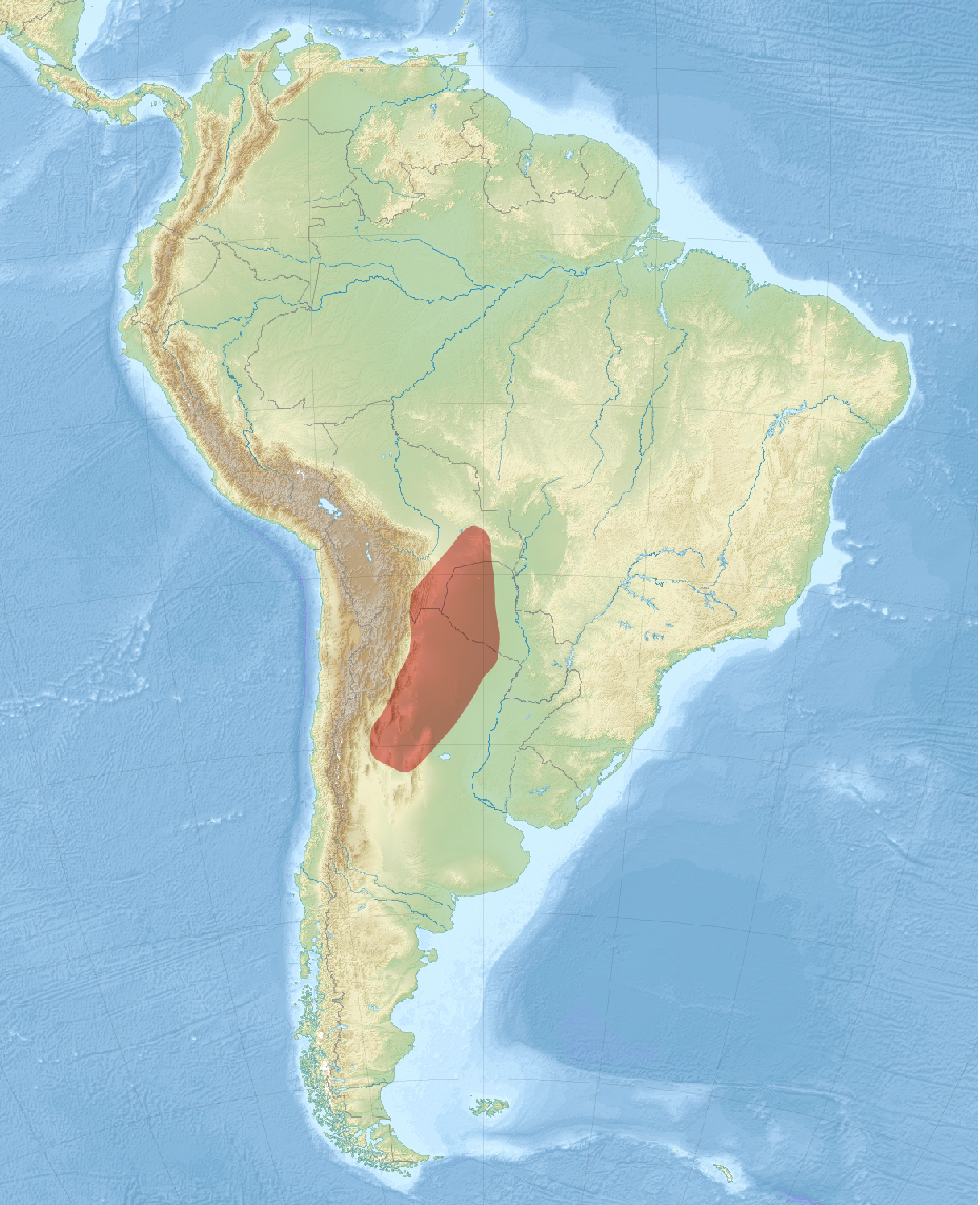
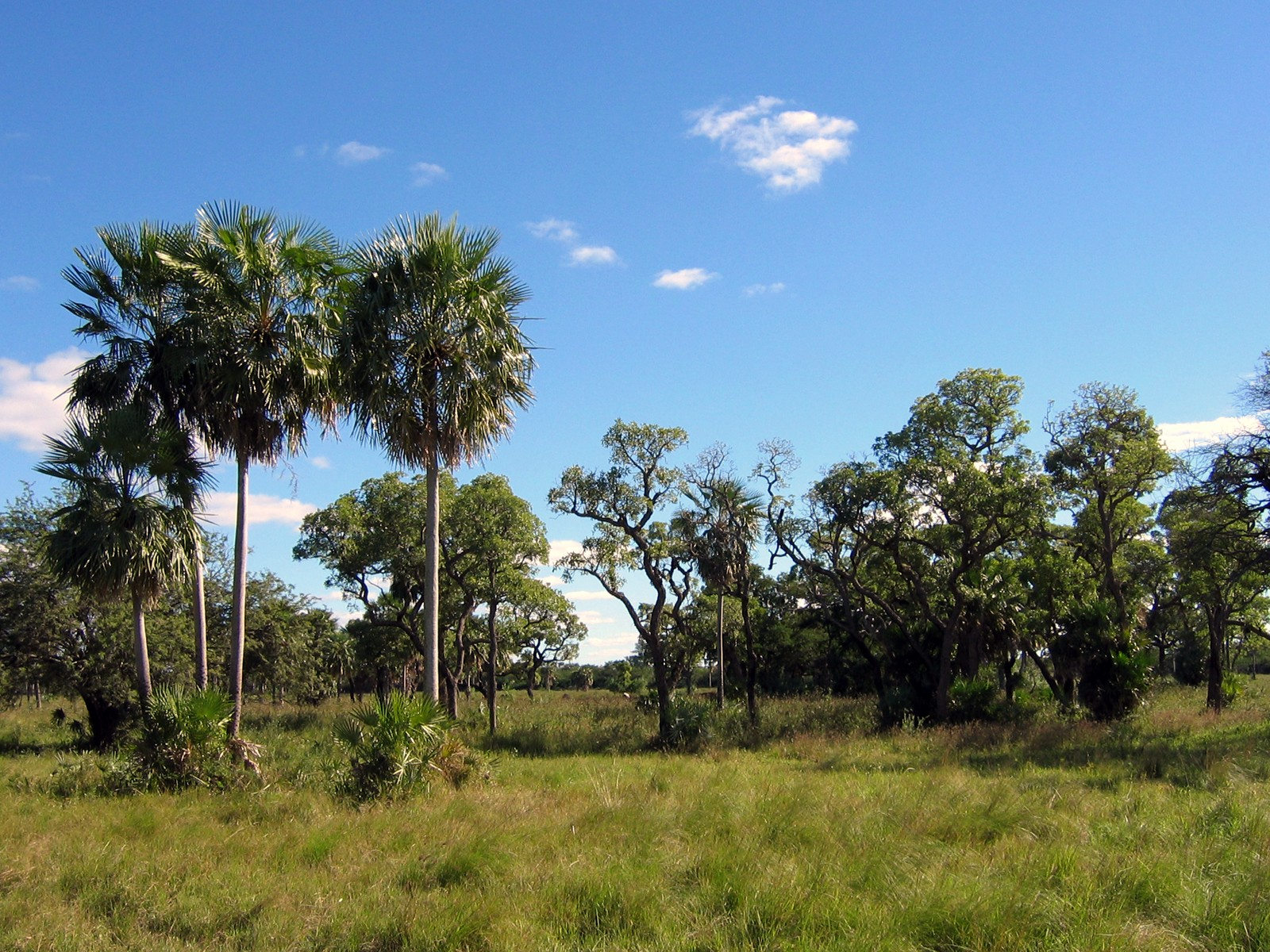